# Škotsko razsvetljenstvo
Škotsko razsvetljenstvo je bilo obdobje 18. stoletja na Škotskem. Leta 1750 je bila pismenost med višjim v Evropi, bila je 75 odstotna.
Glavne dosežke so dosegli v filozofiji, ekonomiji, inženirstvu, arhitekturi, medicini, geologiji, arheologiji, pravu, agrikulturi, kemiji, in sociologiji. Med najbolj pomembnimi misleci tega časa so bili: Francis Hutcheson, Alexander Campbell, David Hume, Adam Smith, Thomas Reid, Robert Burns, Adam Ferguson, John Playfair, Joseph Black in James Hutton.
Škotsko razsvetljensko gibanje ni bilo omejeno le na Škotsko ampak se je razširilo tudi drugod po Evropi, in zaradi izseljevanja v Ameriko tudi tja. 

## Zgodovina
Prvi pomembnejši filozof iz tega obdobja je bil Francis Hutcheson, ki je bil od leta 1729 do 1746 profesor filozofije na Univerzi v Glasgowu. Njegov prispevek je bil v utilitarizmu, saj kot je rekel »največja sreča, največ ljudem«.
K znanstveni metodi in njenemu odnosu med znanostjo in religijo je prispeval David Hume.
Adam Smith je leta 1776 napisal knjigo Bogastvo narodov, po mnenju mnogih prvo delo moderne ekonomije. V knjigi je tudi opisal pojav »nevidne roke« v ekonomiji. Knjiga je imela velik vpliv na razvoj ekonomije.
Med pomembnješe znanstvenike in izumitelje štejejo: James Watt, William Cullen, James Hutton Joseph Black.